# Felice Matteucci
Felice Matteucci (* 12. Februar 1808 in Lucca; † 13. September 1887 in Capannori) war ein italienischer Hydraulik-Ingenieur und zusammen mit Eugenio Barsanti Erfinder einer Verbrennungskraftmaschine. Es ist nicht bekannt, ob sie die ersten waren, weil das fragliche Patent verloren gegangen ist.

## Leben und Werk

Sfioratori a stramazzo per moderare le piene dei fiumi (1875)

In Lucca geboren, studierte Matteucci Hydraulik und Mechanik-Ingenieurwesen, zuerst in Paris, später dann in Florenz. 1851 traf er Pater Barsanti und griff dessen Ideen für eine neue Art von Maschine auf. Sie arbeiteten ein Leben lang daran zusammen, um aus einem ersten Konzept einen herstellbaren Gegenstand zu entwickeln.
Nach dem Tod von Barsanti 1864 und als Folge der fehlenden Anerkennung für ihre Maschine kehrte er in seine frühere Tätigkeit als Hydraulikingenieur zurück. Er baute neue Hydrometer (um den Wasserstand in einem Fluss zu messen), Niederschlagsmesser, und machte hydraulische Arbeiten an Flüssen.
1877 behauptete Matteucci, dass er und sein Partner Barsanti die ersten Erfinder des Verbrennungsmotors seien. Das Patent von Nikolaus August Otto (Flugkolbenmotor) war dem Entwurf von Barsanti-Matteucci sehr ähnlich. Die Frustration trug zu der Krankheit bei, die schließlich zu Matteuccis Tod in seinem eigenen Haus in Capannori bei Lucca in der Toskana führte.